# Mycetoglyphus fungivorus
Mycetoglyphus fungivorus är en spindeldjursart som först beskrevs av Oudemans 1932.  Mycetoglyphus fungivorus ingår i släktet Mycetoglyphus och familjen Acaridae. Inga underarter finns listade i Catalogue of Life.